# روبن سينغ
روبن سينغ (9 مايو 1990 الهند - ) هو لاعب كرة قدم هندي.

## روابط خارجية
- روبن سينغ على موقع قاعدة بيانات كرة القدم.إي يو (الإنجليزية)
- روبن سينغ على موقع ناشيونال فوتبول تيمز (الإنجليزية)
- روبن سينغ على موقع Soccerway.com (الإنجليزية)